# 布萊恩·辛格
布萊恩·杰伊·辛格（英語：Bryan Jay Singer，1965年9月17日—），是一位美國電影導演、電影監製、編劇及演員，為製片公司Bad Hat Harry的創始人。以1995年的作品《刺激驚爆點》獲得奧斯卡最佳原著劇本、最佳男配角，開啟好萊塢電影生涯。知名電影為科幻和超級英雄類型，代表作為《X戰警》、《X戰警2》和《超人再起》。亦為電視劇《怪醫豪斯》的監製及導演之一。

## 早年
辛格出生於紐約市，被環保主義者格雷斯·辛登與諾伯特·戴夫·辛格收養。並在新澤西州西溫莎鄉的一個猶太家庭中長大。

## 私人生活
辛格是一位公開的雙性戀者。

## 性虐待指控
1997年，1名14歲的臨時演員指控辛格要求他和其他未成年人裸體為《誰在跟我玩遊戲》拍攝淋浴橋段，有提起訴訟但因證據不足而遭到駁回。

## 電影作品
| 正片 | 正片                                                                                   | 正片 | 正片       | 正片 | 正片           |
| 年分 | 片名                                                                                   | 身分 | 身分       | 身分 | 註釋           |
| 年分 | 片名                                                                                   | 導演 | 製片       | 編劇 | 註釋           |
| ---- | -------------------------------------------------------------------------------------- | ---- | ---------- | ---- | -------------- |
| 1988 | 《獅穴》                                                                               | 是   | 是         | 是   | 短片           |
| 1993 | 《媒體風雲》（Public Access）                                                          | 是   | 是         | 是   |                |
| 1995 | 《刺激驚爆點》（The Usual Suspects）                                                   | 是   | 是         |      |                |
| 1998 | 《誰在跟我玩遊戲》（Apt Pupil）                                                        | 是   | 是         |      |                |
| 1998 | 《Burn》                                                                               |      | 是         |      |                |
| 2000 | 《X戰警》（X-Men）                                                                     | 是   |            | 故事 |                |
| 2003 | 《X戰警2》（X2）                                                                       | 是   | 執行製片人 | 故事 |                |
| 2006 | 《超人再起》（Superman Returns）                                                       | 是   | 是         | 故事 |                |
| 2006 | 《仰望天際：超人不可思議的故事》（Look, Up in the Sky! The Amazing Story of Superman） |      | 是         |      | 紀錄片         |
| 2007 | 《Color Me Olsen》                                                                     |      | 是         |      | 短片           |
| 2008 | 《行動代號：華爾奇麗雅》（Valkyrie）                                                   | 是   | 是         |      |                |
| 2009 | 《靈異萬聖夜》（Trick 'r Treat）                                                       |      | 是         |      |                |
| 2011 | 《X戰警：第一戰》（X-Men: First Class）                                                |      | 是         | 故事 | [ 5 ] [ 6 ]    |
| 2013 | 《傑克：巨人戰紀》（Jack the Giant Slayer）                                            | 是   | 是         |      | [ 7 ]          |
| 2013 | 《你想讓我殺了他嗎？》（Uwantme2killhim?）                                             |      | 是         |      |                |
| 2014 | 《X戰警：未來昔日》（X-Men: Days of Future Past）                                      | 是   | 是         | 概念 | [ 8 ]          |
| 2014 | 《失魂記憶》（The Taking of Deborah Logan）                                            |      | 是         |      | [ 9 ]          |
| 2016 | 《X戰警：天啟》（X-Men: Apocalypse）                                                   | 是   | 是         | 是   | 客串           |
| 2018 | 《波希米亞狂想曲》（Bohemian Rhapsody）                                                | 是   |            |      | 製作中途被解雇 |

## 外部連結
- 導演自傳網站 （页面存档备份，存于）
- 2005年導演訪談短片
- 布萊恩·辛格在互联网电影资料库（IMDb）上的資料（英文）
- Bad Hat Harry Productions在互联网电影资料库（IMDb）上的資料（英文）